# ローマ・ティブルティーナ駅

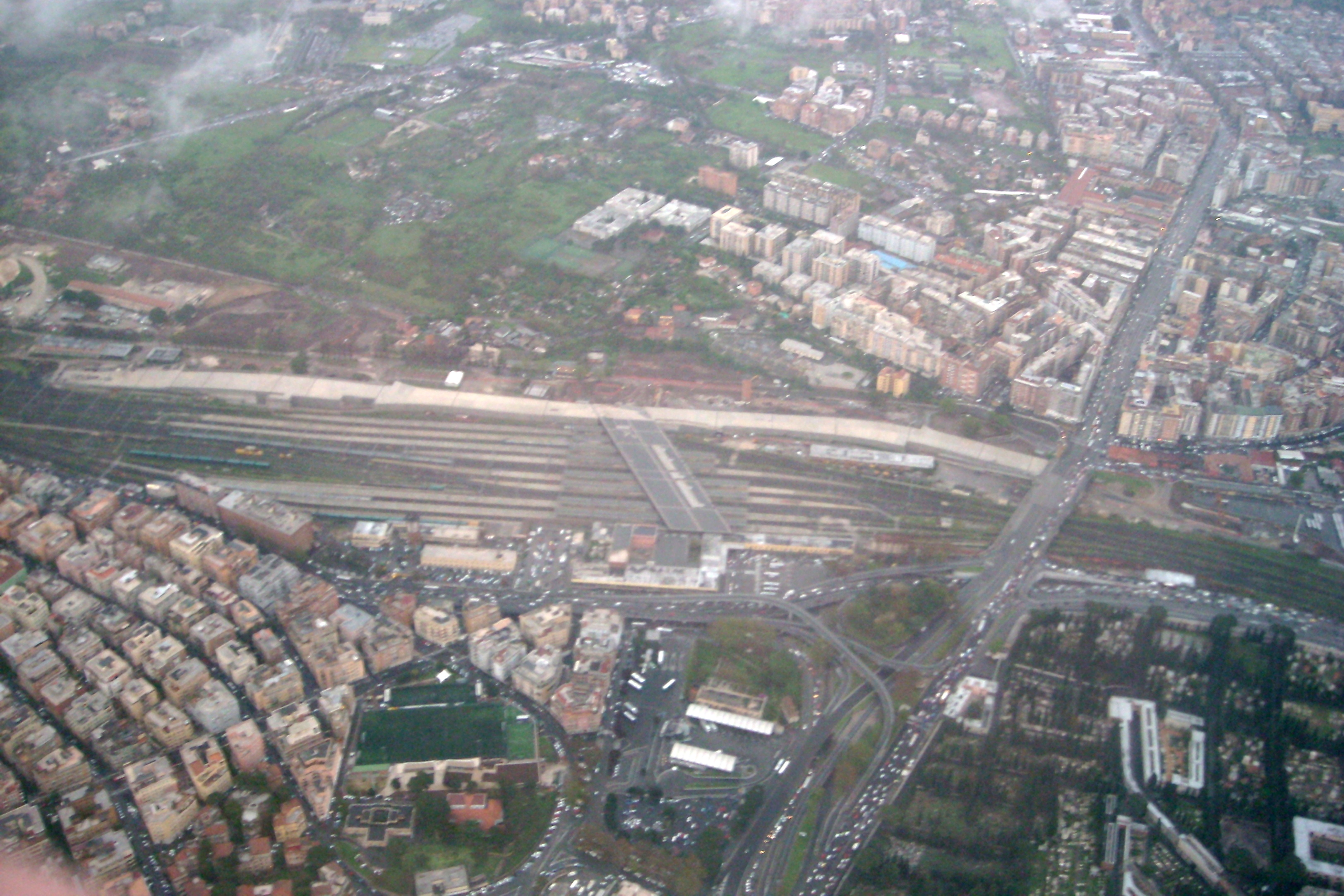
駅俯瞰

ローマ・ティブルティーナ駅 (Stazione di Roma Tiburtina) は、イタリア ローマの鉄道駅で、ローマ市内で2番目に大きな駅である。ローマ市街の北東部のピエトララータ区にあり、ミラノとナポリを結ぶイタリアの基軸幹線鉄道上に位置し、（行き止まりターミナル式のローマ・テルミニ駅に代わって）高速鉄道網（TAV）の基幹駅として位置づけられている。2007年より駅舎の改築が行われ2011年に完成した現在の駅舎は、1日30万人の利用客に対応できる施設となっている。
また、この駅にはローマ近郊鉄道3路線（FL1, FL2, FL3）が乗り入れており、隣接するローマ地下鉄B線 ティブルティーナ駅、長距離バスターミナルとの間の乗換駅でもある。

## 路線
2014年冬ダイヤでの、平日昼間の主な運行路線及び発着頻度は次の通り
高速鉄道 NTV .italo
ミラノ行き（1時間毎程度），ナポリ行き（1時間毎程度），ミラノ経由トリノ行き（1時間毎程度），フィレンツェ経由ヴェネツィア行き（1日数本）
高速鉄道 Frecciarossa，Frecciargento
ミラノ行き（1時間毎），ナポリ行き（1時間毎），フィレンツェ経由ヴェネツィア行き（1時間毎程度），ミラノ経由トリノ行き（1時間毎程度）等
 InterCity
ペルージャ，ナポリ，ミラノ（各1日数本）等
Regio  長距離列車
ペルージャ行き（1時間毎程度），フィレンツェ行き（1時間毎程度），そのほかアヴェッツァーノ，フォリーニョ，ヴェッレトリ行き等
 ローマ近郊鉄道FL1線
フィウミチーノ空港行き（15分毎）， ファーラ・イン・サビーナ方面行き（15分毎）
 ローマ近郊鉄道FL2線
ティヴォリ行き（30分毎）
 ローマ近郊鉄道FL3線
チェザーノ方面行き（ラッシュ時のみ15分毎）
高速鉄道や長距離列車の一部は当駅のみ停車し、主要駅ではあるが盲腸線のローマ・テルミニ駅には停車しないものもある。上記以外にも、ローマ・テルミニ駅行き列車も頻発している。

## 乗換駅
ローマ地下鉄B線 ティブルティーナ駅
BUS  ティブルティーナ・バスターミナル（Autostazione Tiburtina）
COTRAL社のモンテロトンド、パロンバーラ・サビーナ、リエーティ方面へのバスが発着。また、その他の長距離バスやユーロラインズ等の国際バスもここを発着する。
BUS ATAC ティブルティーナ・バスターミナル
ローマ市内のバスが発着